# Stylaster laevigatus
Stylaster laevigatus is een hydroïdpoliep uit de familie Stylasteridae. De poliep komt uit het geslacht Stylaster. Stylaster laevigatus werd in 1986 voor het eerst wetenschappelijk beschreven door Cairns. 